# 2003 UO292
2003 UO292, também escrito como 2003 UO292, é um objeto transnetuniano que está localizado no Cinturão de Kuiper, uma região do Sistema Solar. Este corpo celeste é classificado como um provável plutino, pois, o mesmo está em uma ressonância orbital de 2:3 com o planeta Netuno. Ele possui uma magnitude absoluta de 7,4 e tem um diâmetro estimado com 146 km.

## Descoberta
2003 UO292 foi descoberto no dia 22 de outubro de 2003 pelo astrônomo Marc W. Buie.

## Órbita
A órbita de 2003 UO292 tem uma excentricidade de 0,188 e possui um semieixo maior de 39,387 UA. O seu periélio leva o mesmo a uma distância de 31,983 UA em relação ao Sol e seu afélio a 46,792 UA.